# 蘇夫勒峰
44°51′50″N 6°08′02″E / 44.8639°N 6.1338°E
蘇夫勒峰（法語：Pic des Souffles），是法國的山峰，位於該國東南部，由上阿爾卑斯省負責管轄，屬於多芬阿爾卑斯山脈中埃克蘭山的一部分，海拔高度3,098米，每年平均降雨量1,410毫米。